# 이종응
이종응(李鍾應, 1853년 11월 7일 - 1920년)은 조선, 대한제국의 관료로 무과(武科)에 급제한 뒤 정3품 통정대부(通政大夫)에 올랐으며, 1902년(광무 6) 영국 왕 에드워드 7세의 대관식에 사절단으로 다녀와 《서사록(西徙錄)》을 지었다.

## 생애
조선, 대한제국의 관료로 본관은 전주(全州)이며, 휘는 종응(鍾應)이다. 덕흥대원군의 11대손이며, 종실 정혜공 밀산군 이찬(密山君 李澯)의 8대손이다. 아버지는 가선대부(嘉善大夫) 내장원경(內藏院卿) 이명식(李明植)이며, 어머니는 수사(水使) 조춘경(趙春卿)의 딸인 정부인 평양조씨(平壤趙氏)이다.
부인은 참령(參領) 해주인(海州人) 오성묵(吳成默)의 딸로 숙부인 해주오씨(淑夫人 海州吳氏)이다.
내장원경 명식의 차남으로 1853년(철종 4) 11월 7일 탄생하였다. 무과에 급제한 뒤 사헌부 감찰(司憲府監察)을 지낸 후 정3품 통정대부(通政大夫)에 올랐다.
50세가 되던 1902년(광무 6) 특명대사인 종실 의양군 이재각(義陽君 李載覺)이 이끄는 사절단의 일원으로 서쪽으로 태평양과 대서양을 가로 질러 영국 왕 에드워드 7세의 대관식에 참석한 뒤 《서사록》이라는 기행문을 지었다. ≪서사록≫이라 이름 붙여진 이유는 서쪽으로 갔기 때 문에 「서」이고 횡단해서 갔기 때문에 「사」이다.
4개월 보름에 걸친 여정에서 직접 목격한 세계의 풍속과 문물을 세세히 기록한 이 기행문은 1895년(고종 32) 유길준(兪吉濬)의 《서유견문(西遊見聞)》 이후 가장 이색적인 견문록으로 꼽히며, 한국의 근대 외교사를 연구하는 데도 좋은 자료이다.
서사록은 순한문으로 기록되어 있으며, 후손들이 읽기 쉽도록 하기 위해 이 기록을 요약하여 한글 기사체로 풀어 쓴 흥미있는 기록으로 <<서유견문록>>이 있다.
서사록은 세 부가 있었으나 현재는 원본은 미국에 있으며, 이종응의 손자인 이우용(李宇鎔)이 1922년 옮겨 쓴 필사본과 그리고 내용을 요약하여 한글로 풀어 쓴 《서유견문록(西遊見聞錄)》 원본은 후손이 소장하고 있다.
1920년 1월 4일 향년 68세 일기로 별세하였다. 묘는 경기도 화성군 장안면 금의리(능곡)에 있다.

## 저서
- 《서사록》

## 가족 관계
- 가족관계 : 4남 4녀.

- 아버지 : 가선대부(嘉善大夫) 내장원경(內藏院卿) 이명식(李明植, 1827년 10월 11일 - 1910년)
- 어머니 : 정부인 평양조씨(貞夫人 平壤趙氏, 1827년 3월 3일 - 1903년), 수사(水使) 평양인(平壤人) 조춘경(趙春卿)의 딸.
  - 형 : 이규응(李奎應, 1846년 - 1920년), 백부 이하식(李夏植)에게 출계.
  - 동생 : 이세응(李世應, 1856년 - ?년)
  - 녀 : 풍천인(豊川人) 임계준(任季準)에게 출가.
- 부인 : 숙부인 해주오씨(淑夫人 海州吳氏, 1853년 12월 6일 - 1912년), 참령(參領) 해주인(海州人) 오성묵(吳成默)의 딸.
  - 장남 : 선교랑 궁내부주사 이재승(李載昇, 1872년 - 1908년)
  - 장녀 : 연안인(延安人) 이경익(李經翼)에게 출가.
  - 2녀 : 우계인(羽溪人) 이원흥(李源興)에게 출가.
  - 3녀 : 해풍인(海豊人) 김연수(金然秀)에게 출가.
  - 4녀 : 청주인(淸州人) 한익교(韓翼敎)에게 출가.
- 부인 : 이름 미상
  - 2남 : 이재욱(李載旭, 1902년 - 1936년)
  - 3남 : 이재창(李載昶, 1909년 - ?년)
- 부인 : 이름 미상
  - 4남 : 이재명(李載明, 1913년 - ?년)

## 같이 보기
- 고종황제
- 이재각
- 유길준
- 영국왕 에드워드 7세